# Paradactylodon gorganensis
Paradactylodon gorganensis (tên tiếng Anh: Gorgan Salamander) là một loài kỳ giông trong họ Hynobiidae.
Nó là loài đặc hữu của Iran.
Các môi trường sống tự nhiên của chúng là suối nước ngọt, carxtơ nội địa, và hang.
Nó bị đe dọa do mất môi trường sống.

## Hình ảnh

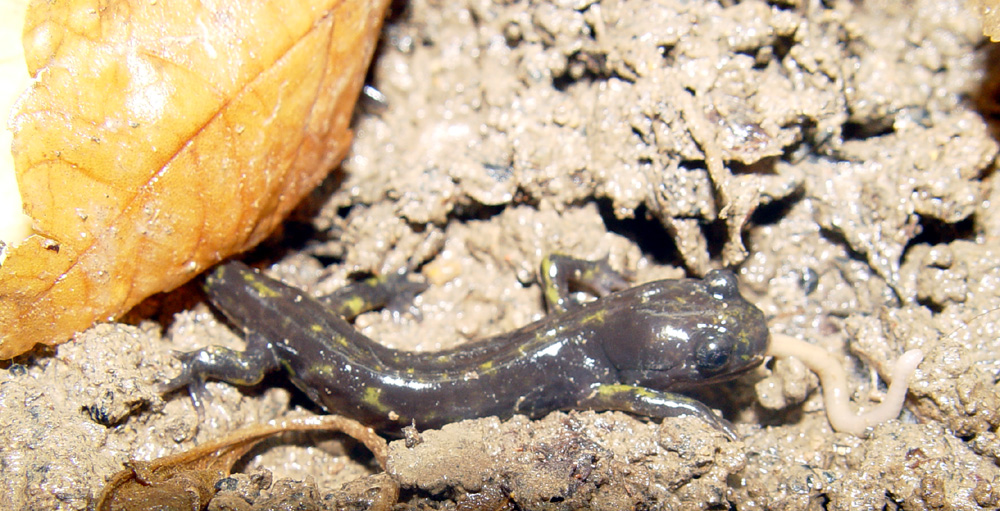
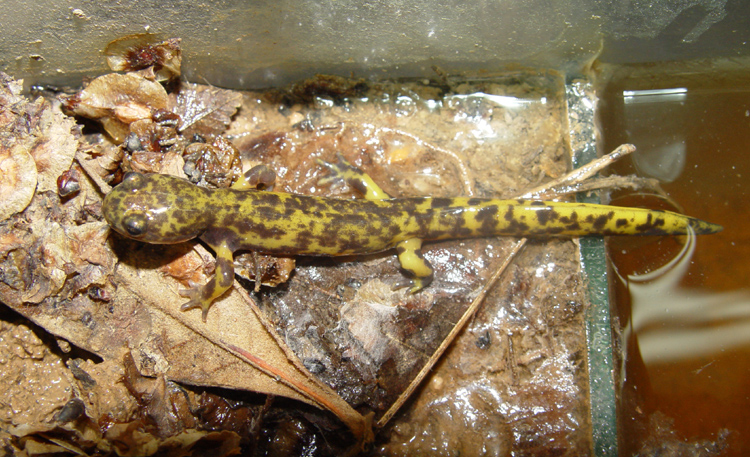
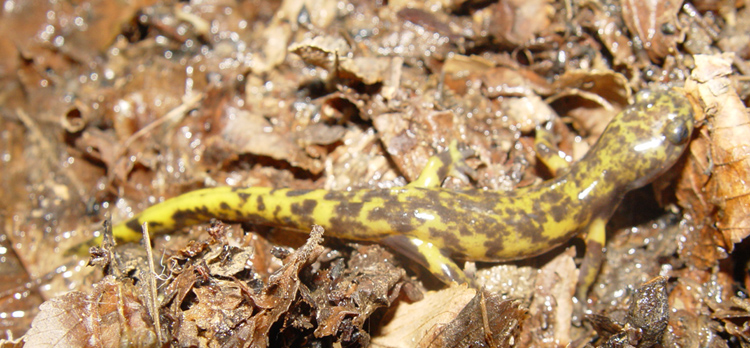
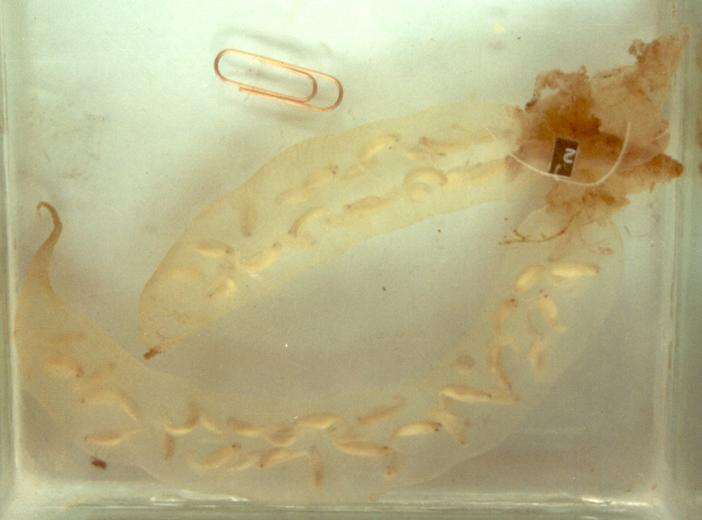